# Saint-Paër
Saint-Paër è un comune francese di 1 210 abitanti situato nel dipartimento della Senna Marittima nella regione della Normandia.

## Società

### Evoluzione demografica
Abitanti censiti